# Loció postafaitada

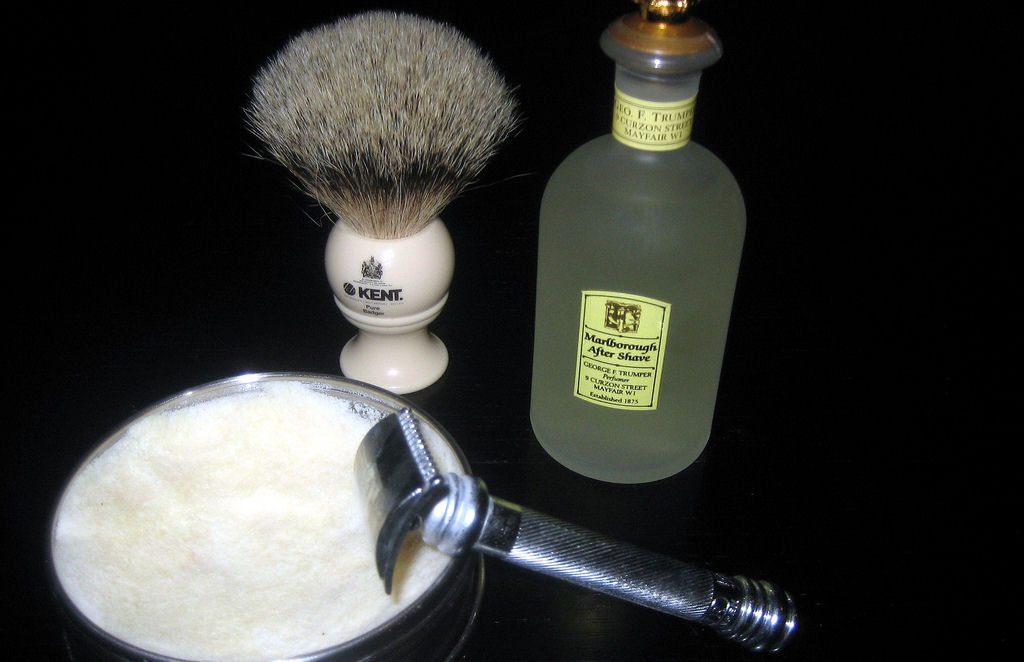
Loció postafaitat en una ampolla al costat d'una brotxa d'afaitar, sabó d'afaitar i una maquineta d'afaitar.

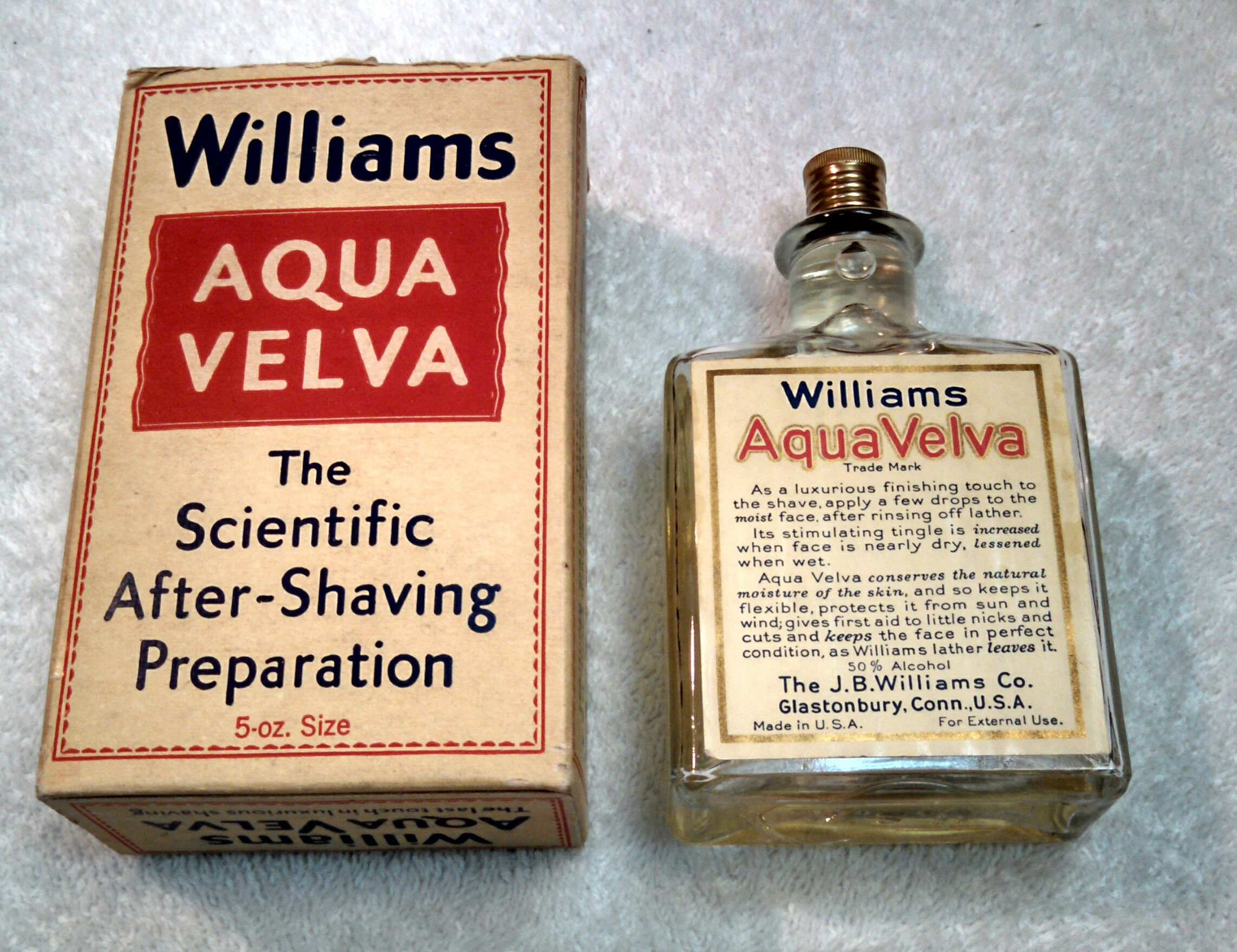
Loció Williams Aqua Velva de la dècada del 1930

La loció de massatge o loció postafaitat, també coenguda l'anglicisme aftershave, és un líquid, gel, o bàlsam utilitzat sovint per l'home després de l'afaitada. Pot contenir un agent antisèptic com l'alcohol per prevenir la infecció de talls així com preservar la pell entumida o danyada, perfumar, i comportar-se com a crema hidratant, combatent la sequedat de la pell i protegint contra les inclemències. Un astringent a base d'alcohol, sense fragància, també pot ser usat com a loció de massatge. Es diu que l'alcohol que conté una loció tanca els porus de la pell i impedeix la irritació típica que produeix la fulla d'afaitar. La seva composició habitual sol incloure alcohol, aigua, fragància i propileneglicol (o altres humectants).
Hi ha diversos tipus de locions per a després de l'afaitada: a alcohol, en crema sense alcohol, en crema amb un toc d'alcohol, en crema dura i fins i tot en talc. Les composicions en alcohol s'han usat des de fa molt de temps i són perfectes per a pells grasses. Les locions de massatge en crema i sense alcohol, per la seva banda, són preferibles per a les pells sensibles.
Abans de l'aparició d'aquests tipus de loció de massatge s'usava una pedra d'alum, que és un mineral natural amb efectes cicatritzants i antiinflamatoris en la pell. Substàncies semblants a la loció de massatge van ser usades a l'antic Egipte per a netejar i com a desodorant en els processos d'embalsamament d'un mort abans d'haver-lo abrigat en benes de lli i dipositar-lo al sarcòfag.